# Dragutin Drvodelić
Dragutin Drvodelić (Belavići, 1920. - Duga Resa 1998.), hrvatski nogometaš, najpoznatiji kao igrač Hajduka. Počeo u Građanskom gdje je najčešće igrao za pričuve, ali i za prvu momčad. U Građanskom je odigrao 7 utakmica i dao 3 gola, te osvojio jedno prvenstvo Hrvatsko-slovenske lige. Zatim je došla ozljeda, pa je otišao u Concordiju. Pa Zagorac. Odmah nakon rata bio je član Dinama gdje je odigrao nekoliko prijateljskih utakmica. Kasnije je igrao je i za Zagreb te u vojnom klubu Mornar iz Splita. U Hajduk došao 1949. i do 1952. odigrao 108 utakmica i postigao 28 pogodaka. Sudjelovao u osvajanju dvaju državnih prvenstava (1950. i 1952.). Igrao je desno krilo. Nepredvidljiv dribler iznimno precizna centaršuta. Nakon igračke karijere trenirao klub u Dugoj Resi. Dobitnik je Trofeja podmlatka HNS-a za 1986. godinu.
Statistika u Hajduku
| Natjecanje        | Nastupi | Zgoditci |
| ----------------- | ------- | -------- |
| Prvenstvo         | 21      | 4        |
| Kup               | 7       | 2        |
| Superkup          | 0       | 0        |
| Međunarodne       | 0       | 0        |
| Splitski podsavez | 0       | 0        |
| Ukupno            | 28      | 6        |
| Prijateljske      | 80      | 22       |
| Sveukupno         | 108     | 28       |